# Revolta păgână în Polonia

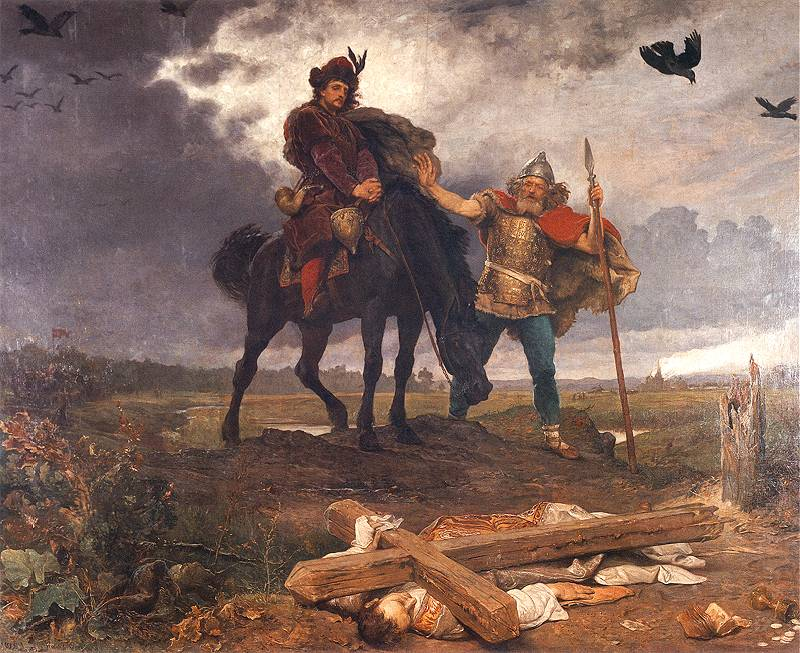
Cazimir Restauratorul se întoarce în Polonia de Wojciech Gerson (1887)

Reacțiunea păgână în Polonia (în poloneză Reakcja pogańska) este suma evenimentelor care au avut loc în timpul monarhiei Piaștilor, în secolului al XI-lea, timp de 30 de ani, culminând cu revolta din 1037 îndreptată împotriva consolidării drepturilor principilor și a creștinării Poloniei. Din cele câteva înregistrări în cronici ale evenimentelor, se poate concluziona că revolta a fost cauzată atât de motive religioase, cât și economice.
Se speculează că revolta păgână în Polonia împotriva creștinării forțate a început în timpul scurtei domnii a lui Bezprym.
Singurul fiu al lui Mieszko al II-lea și moștenitor al său, Cazimir I, a fost expulzat, fie din cauza acestei insurecții, fie insurecția a fost cauzată de expulzarea lui Cazimir de către aristocrație.
Unii istorici moderni susțin că insurecția a fost cauzată mai mult din motive economice și mai puțin de probleme religioase, cum ar fi noile impozite către Biserică și militarizarea primului regim politic polonez. Preoți, călugări și cavaleri au fost uciși; orașe, biserici și mănăstiri au fost arse.
Haosul a luat proporții și mai mari atunci când, pe neașteptate, cehii au invadat dinspre sud Silezia și Polonia Mare (1039). Ținutul a fost împărțit între mai mulți conducători locali, dintre care doar unul singur este cunoscut sub numele de: Miecław, domnitor al Mazowsze. Polonia Mare a fost atât de devastată încât a încetat să mai fie nucleul regatului polonez. Capitala regatului a fost mutată la Cracovia, în Polonia Mică.

## Cronologie
- 1029 - Mieszko al II-lea, după o alianță cu triburile slavone Lutici, respinge ofensiva împăratului german Conrad al II-lea.
- 1030 - Mieszko al II-lea atacă Saxonia, ca răspuns la atacul lui Conrad al II-lea din 1029.
- 1032 - Mieszko al II-lea depune jurământul în fața împăratului Conrad al II-lea, căruia îi dă coroana regală și însemnele monarhiei poloneze.
- 1034 - începe revolta cauzată de așa-zisa reacție păgână; aceasta s-a răspândit în toată țara din cauza atitudinii ostile față de noua religie, creștinismul. Această perioadă este considerată ca fiind începutul revenirii la păgânism.
- 1034-1038 - demolarea Catedralei din Wroclaw.
- 1037 - izbucnește revolta populară împotriva clerului și a conducătorilor țării.
- 1038 - revoltă populară în Polonia Mare.
- 1039 - Cazimir Restauratorul mută capitala la Cracovia, în Polonia Mică.
- 1047 - Rebelii sunt în cele din urmă învinși printr-o serie de conflicte, în unul dintre acestea fiind ucis Miecław.[1]
- 1051 - reînnoirea episcopiei din Wroclaw; catedrala este reconstruită.